# Adolf von Trotha
Adolf von Trotha (ur. 1 marca 1868 w Kobelncji, zm. 11 października 1940 w Berlinie) – admirał Cesarskiej Marynarki Wojennej, Reichsmarine i Kriegsmarine, szef Admiralicji Republiki Waimarskiej honorowy przywódca Hitlerjugend.

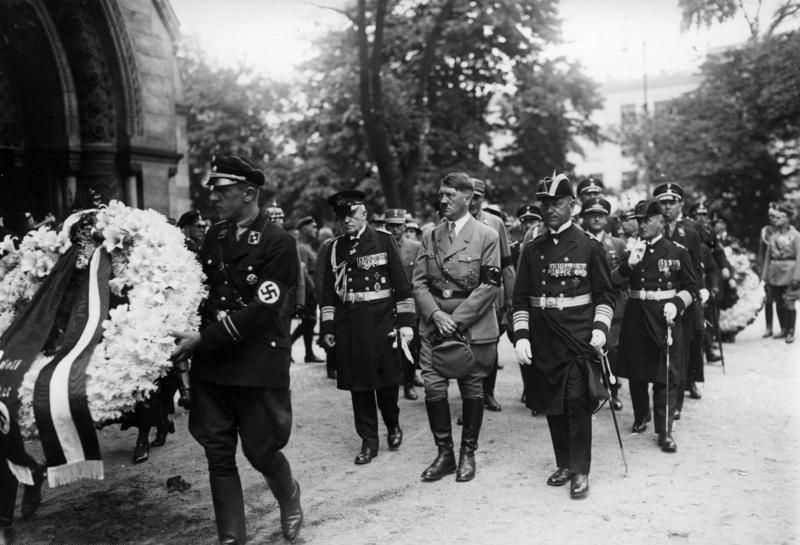
Kondukt żałobny na pogrzebie admirała Ludwiga von Schrödera. Po lewej od kanclerza Adolfa Hitlera admirał von Trotha. Cmentarz Inwalidów w Berlinie, 1933 rok.

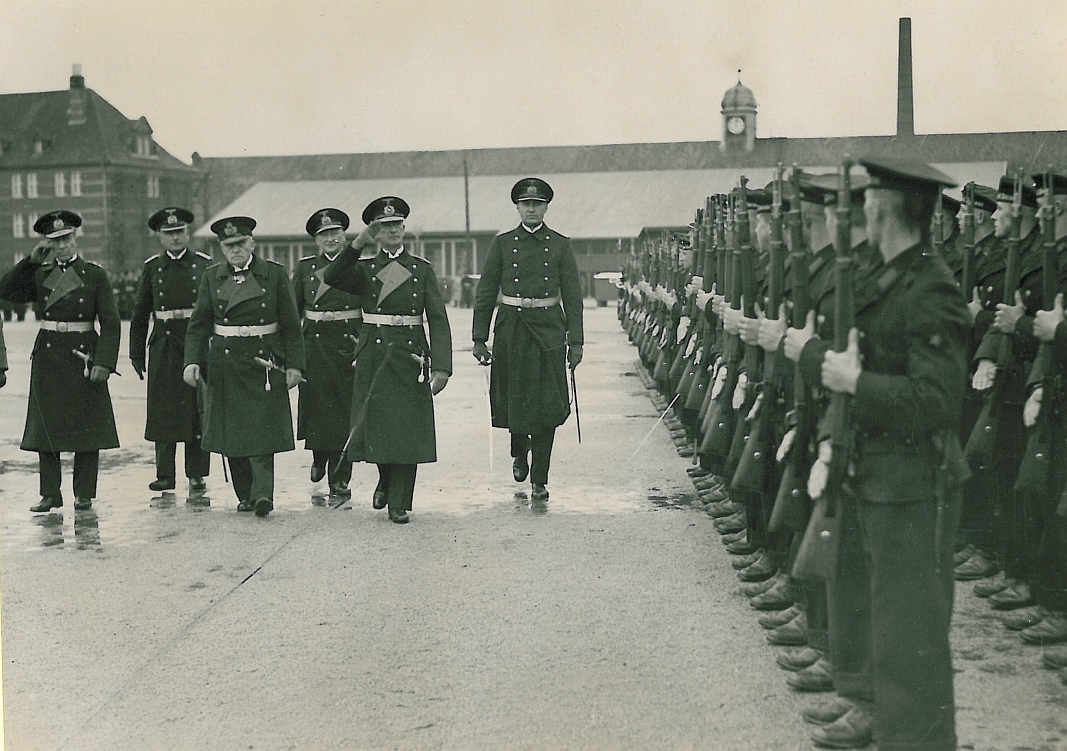
Obchody 50-lecia jednostek torpedowych w Wilhelmshaven. Trzeci od lewej admirał von Trotha.

## Życiorys
W szeregi Cesarskiej Marynarki Wojennej wstąpił w 1886 roku. Brał udział w tłumieniu powstania bokserów w Chinach. Następnie przeniesiony jako oficer szyfrów na okręt liniowy SMS „Elsaß”. Jego kolejnym przydziałem był sztab Hochseeflotte. W 1910 roku awansowany do stopnia komandora (niem. Kapitän zur See). W 1914 został dowódcą okrętu liniowego SMS „Kaiser”, na którego pokładzie odbył podróż do Ameryki Południowej. Dowódcą okrętu pozostawał do 1916 roku kiedy objął stanowisko Szefa Sztabu Hochseeflotte, w stopniu kontradmirała, podlegając admirałowi Reinhardowi Scheerowi. Na tym stanowisku brał udział w bitwie jutlandzkiej, po której został odznaczony przez cesarza Wilhelma II Orderem Pour le Mérite. Po zakończeniu I wojny światowej, w 1919 roku, został mianowany szefem Admiralicji i zasiadał w gabinetach Philippa Scheidemanna oraz Gustava Bauera. W trakcie Puczu Kappa-Lüttwitza poparł działania Marine-Brigade Ehrhardt, za co w 1920 roku został zdymisjonowany z zajmowanego stanowiska. W 1933 roku, po dojściu Adolfa Hitlera do władzy, powierzono mu honorowe przywództwo organizacji Großdeutscher Bund, narodowosocjalistycznego ugrupowania zrzeszającego niemiecką młodzież. Dwa lata później Baldur von Schirach mianował go szefem morskiej ligi Hitlerjugend. W tym samym roku został członkiem Pruskiej Rady Państwa. W 1936 roku z okazji 70 urodzin Führer przyznał mu Złotą Odznakę Partii. W 1939 roku awansowany do stopnia admirała w stanie spoczynku.

## Odznaczenia
Odznaczenia adm. von Trothy to między innymi:
- Odznaka Złota Partii (III Rzesza)[3]
- Order Pour le Mérite (Prusy)
- Order Orła Czerwonego II klasy z Mieczami na Wojennej Wstędze (Prusy)
- Order Orła Czerwonego III klasy z mieczami na pierścieniu i koroną (Prusy)
- Order Orła Czerwonego IV klasy z mieczami i koroną (Prusy)
- Order Królewski Korony II klasy (Prusy)
- Kawaler Orderu Hohenzollernów z mieczami na wojennej wstędze (Prusy)
- Krzyż Żelazny I klasy (Prusy)
- Krzyż Żelazny II klasy (Prusy)
- Odznaka za Służbę Wojskową (Prusy)
- Oficer Orderu Zasługi Wojskowej (Bawaria)
- Kawaler Orderu Gryfa (Meklemburgia)
- Krzyż Zasługi Wojskowej II klasy na czerwonej wstędze (Meklemburgia)
- Krzyż Fryderyka Augusta I klasy (Oldenburg)
- Komandor II klasy Orderu Alberta (Saksonia)
- Komandor II klasy Orderu Fryderyka (Wirtembergia)
- Krzyż Komandorski Orderu Św. Michała i Św. Jerzego (Wielka Brytania)
- Kawaler Orderu Korony Żelaznej II klasy (Austro-Węgry)
- Order Świętej Anny III klasy z mieczami na wstędze (Imperium Rosyjskie)
- Order Świętego Stanisława II klasy (Imperium Rosyjskie)